# Free Radio Network
Free Radio Network (FRN) ist (wie eQSO) ein Client-Server-Programm, das von einem Niederländer für lizenzfreie Funkanwendungen wie CB, PMR, DMR, SRD/LPD, FRS und Freenet entwickelt wurde, mittlerweile aber auch für den Amateurfunk nutzbar ist.
Die Voice-over-IP-Software verbindet sowohl PC-Benutzer als auch die Funkstellen (Gateways) in Räumen auf FRN-Servern. Der PC-Benutzer benutzt die FRN-Software direkt am PC mit Mikrofon, bei dem Gateway wird der PC über eine Schnittstelle mit einem Funkgerät gekoppelt. Die Schnittstelle sorgt dafür, dass jeweils der Pegel des Lautsprecherausgangs an den empfindlicheren Mikrofoneingang angepasst wird und die Push-to-talk-Taste (PTT) des Funkgeräts über eine COM- oder USB-Schnittstelle getastet wird.
Über die Jahre hinweg wurden von unabhängigen Entwicklern in zahlreichen Programmiersprachen verschiedene Client-Systeme für verschiedene Endgeräte/Betriebssysteme entwickelt. Derzeit bekannt sind neben dem originalen Windows Client auch diverse Interpretationen unabhängiger Entwickler für Linux x86 & 64, Linux ARM (z.B. für den Raspberry Pi), FreeBSD i386 und FreeBSD amd64.
Gerade in Hinblick auf den Energieverbrauch, beim Betrieb eines 24/7 genutzten Gateway, zeigt sich die Nutzbarkeit eines Einplatinen-Computers wie der Raspberry-Pi als großer Fortschritt.
Neben der originalen Serversoftware für Windows sind eigenständige Interpretationen für zuvor benannte Plattformen bekannt, sowie eine vollkommen plattformunabhängige Version in Java, welche mit internen Cross-Links sogar den ursprünglichen Funktionsumfang der originalen Serversoftware erweitert.
Aufgrund immer wiederkehrender, zahlreicher Ausfälle des originalen FRN-Monitorserver/Systemmanager machte sich ein unabhängiger Entwickler Gedanken über die Zukunft des Free Radio Network. 2016 entwickelte er einen alternativen FRN-Monitorserver in Java, um so im Falle erneuter Ausfälle des Systemmanagers einen störungsfreien Betrieb des Free Radio Networks zu ermöglichen. Aufgrund einer eigenen Datenbank ist dieser alternative Systemmanager in der Lage unabhängig vom originalen Monitorserver zu arbeiten, stellt dadurch jedoch leider eine Parallelwelt da, die es nötig macht, User und Server in diesem System neu zu registrieren.
Durch Unterstützung vom ursprünglichen Entwickler des Free Radio Network, welcher hierfür extra eine zusätzliche Schnittstelle zum Datenbankabgleich in seine Systemmanager-Software einbaute, ist es jetzt auch ohne vorherige Registrierung möglich, den alternativen Systemmanager zu verwenden. Derzeit werden jedoch die einzelnen User und Server immer noch lediglich in den Serverlisten des jeweiligen Monitors für sich angezeigt.